# Croix de Belon
La Croix de Belon, près du lieu-dit "Bellon" sur la commune de  la Croix-Helléan dans le Morbihan.

## Historique
La croix fait l’objet d’une inscription au titre des monuments historiques depuis le 29 mars 1935.

## Architecture
Le socle de la croix est construit sur la forme d'un autel.